# Rassemblement pour la République
Pour les articles homonymes, voir RPR.
Le Rassemblement pour la République (RPR) est un parti politique français ayant existé entre 1976 et 2002 qui résulte essentiellement d’un changement de nom de l’UDR qui l’avait immédiatement précédé et disparaît concomitamment.
Classé à droite et se réclamant du gaullisme, c'est-à-dire des idées politiques de Charles de Gaulle, il évolue d’une orientation souverainiste et sociale dans les années 1970 vers une ligne plus libérale à partir des années 1980 et une attitude pro-européenne dans les années 1990, bien que différents courants internes se soient opposés sur l'orientation à donner au parti.
Ce changement de nom du mouvement gaulliste s’effectue sous l'impulsion de Jacques Chirac — qui le préside jusqu'en 1994 —, alors en conflit avec le président Valéry Giscard d'Estaing. Le RPR est avec l'UDF la principale force d'opposition lors des deux septennats de François Mitterrand (1981-1995).
Participant aux deux premières cohabitations (1986-1988, 1993-1995), il soutient avec succès Jacques Chirac aux élections présidentielles de 1995 et 2002.
Avec pour objectif de créer un grand parti de droite unique suivant le modèle des Républicains américains ou de la CDU allemande, le RPR se dissout au sein de l'Union pour un mouvement populaire (UMP) en 2002.

## Histoire

### Partis gaullistes avant le RPR
Le RPR s'inscrit dans une histoire longue de différents partis gaullistes ou proches des majorités gaullistes. Ces partis ont servi de plateformes électorales pour de Gaulle et ont cherché à rassembler des groupes sociaux différents (gaullistes de droite, gaullistes de gauche, anciens résistants venant de différents milieux sociaux).
Il est possible de distinguer plusieurs périodes dans l'histoire des mouvements gaullistes. La première inclut la IVe République, époque de succès, puis de déclin du gaullisme politique, avec les formations suivantes :
- 1947-1955 : Rassemblement du peuple français (RPF) ;
- 1955-1958 : Républicains sociaux (RS).

Le Rassemblement du peuple français (RPF) est le mouvement gaulliste le plus important durant cette période avant d'être mis en sommeil en 1955. Refusant de se positionner dans le clivage droite-gauche bien que souvent classé à droite, il est la seule formation de l'histoire du gaullisme lancée par le général de Gaulle. Visant à défendre les propositions développées par son fondateur dans son discours de Bayeux de 1946, il est le principal parti politique d’alors, aux côtés du Parti communiste français. Résolument hostile à la IVe République, il défend le renforcement des prérogatives du pouvoir exécutif, ainsi qu’un programme souverainiste, anticommuniste et favorable à une troisième voie entre capitalisme et collectivisme.
Avec le retour au pouvoir du général de Gaulle en 1958, de nouveaux partis gaullistes revoient le jour. Ils connaissent un succès électoral significatif, mais d'abord dans le cadre de cartel électoraux avec des partis de droite modérée, centristes et démocrate-chrétiens, puis avec les Républicains indépendants :
- 1958-1962 : Union pour la nouvelle République (UNR) ;
- 1962-1967 : Union pour la nouvelle République - Union démocratique du travail (UNR-UDT) ;
- 1967-1968 : Union des démocrates pour la cinquième République (UD-Ve) ;
- 1968-1968 : Union pour la défense de la République (UDR) → appellation électorale à la suite de la dissolution parlementaire de mai 1968.

L’UNR est le parti politique gaulliste du début de la présidence de De Gaulle, étant fondé sur les cendres du RPF. Pour autant, Charles de Gaulle n'accorde jamais son parrainage direct au parti et refuse qu'il puisse se réclamer de son nom.
Après la démission du Général en 1969, l'UDR est le dernier parti gaulliste avant la fondation du RPR. Il est l'ancêtre direct du RPR. Jacques Chirac devient en effet secrétaire de l'UDR avant de le faire changer de nom et d'en faire un parti gaulliste critique envers Valéry Giscard d'Estaing, alors président de la République, et défendant une ligne politique différente du « libéralisme avancé » de Giscard.
- 1968-1976 : Union des démocrates pour la République (UDR).

Premier logo (1976).

L’UNR, l'UDR et le RPR ont leur siège au 123 rue de Lille (7e arrondissement de Paris). Le journal officiel du parti est La Lettre de la nation Magazine, créé en 1962 et supprimé en 1997.

### Transformation de l'UDR en RPR
Jacques Chirac annonce sa volonté de rénover l'UDR dans son "discours d'Egletons" le 3 octobre 1976 en Corrèze, resté dans les annales car il souligne vouloir le faire sur la base d'un « véritable travaillisme à la française »,,, et dans lequel il « théorise » une critique de gauche de la présidence Giscard, discours qualifié de "fondateur", qui a « annoncé, sans aucun doute, la fin d'une certaine époque du mouvement gaulliste ».
Il est alors envisagé de rebaptiser le parti gaulliste avec ce mot de travaillisme mais cette hypothèse est finalement exclue lors des assises nationales du parti à la porte de Versailles à Paris le 5 décembre suivant, auxquelles participent 50 000 personnes, et au cours desquelles il est décidé que c'est le mot de "rassemblement" qui doit figurer dans la nouvelle dénomination. Ainsi, l'UDR se dissout pour donner naissance au Rassemblement pour la République (RPR). Jacques Chirac en est élu président à 96,52 % des voix, et désigne son ancien directeur de cabinet à Matignon, Jérôme Monod, comme secrétaire général. Lors d'un meeting de 100000 personnes porte de Pantin (Paris XIXe) en février 1977, Chirac dénonce le « capitalisme sauvage » et se différencie des « tenants du libéralisme classique ». Désirant une force politique populaire, il se déplace dans toute la France. Une importante campagne de recrutement est lancée (le RPR compte ainsi 700 000 adhérents à la veille des élections législatives de 1978) et ce nouveau mouvement devient bientôt une puissante machine électorale tant orientée contre l'opposition que contre les « giscardiens », en voulant incarner une voie médiane entre « le programme démagogique de la gauche socialo-communiste » et « les solutions de la droite conservatrice, orthodoxe, classique ».
Le parti entend « soutenir une politique fondée sur le respect intransigeant de la souveraineté du peuple et de l'indépendance nationale, de la liberté, de la responsabilité et de la dignité de l'homme » (statuts). Le RPR s'oppose ouvertement à la politique menée par Raymond Barre, au nom de l'héritage gaullien d'intervention de l'État, les ministres doivent souvent avoir recours à l'article 49 alinéa 3 de la Constitution de 1958, qui dispose qu'un texte proposé est adopté si une motion de censure ne recueille pas de majorité.
Le RPR livre ainsi d'abord une « critique de gauche » de la présidence de Valéry Giscard d'Estaing qui culmine dans le discours d'Égletons (1978) de Jacques Chirac, lorsque celui-ci fixe au RPR l'objectif d'un « travaillisme à la française », — propos que l'intéressé qualifiera plus tard d'« ânerie » —, avant de passer à une « critique de droite » après la victoire de la gauche à l'élection présidentielle de 1981. En effet, lors d'un meeting de 100 000 personnes à la porte de Pantin le 10 février 1977, l'ancien Premier ministre dénonce le « capitalisme sauvage » et affirme que les gaullistes ne doivent pas être confondus avec les « tenants du libéralisme classique » et la « droite » assimilée au giscardisme et au centrisme. Il définit à cette époque le projet gaulliste comme la version française de la social-démocratie.
C'est à cette époque que Jacques Chirac lance l'appel de Cochin au ton anti-européen et souverainiste. Il s'agit d'un texte communiqué, le 6 décembre 1978, par Jacques Chirac, alors maire de Paris, président du Rassemblement pour la République, et ancien Premier ministre. Cet appel est signé de Jacques Chirac, mais on en attribue habituellement la paternité réelle à ses deux plus proches conseillers de l'époque, Pierre Juillet et Marie-France Garaud. Ce texte dénonçait notamment la politique « antinationale » de l'Europe fédérale d'un « parti de l'étranger », soit, dans l'esprit du signataire, l'Union pour la démocratie française, parti de centre-droit créé le 1er février 1978 à l'initiative de Valéry Giscard d'Estaing, alors président de la République.

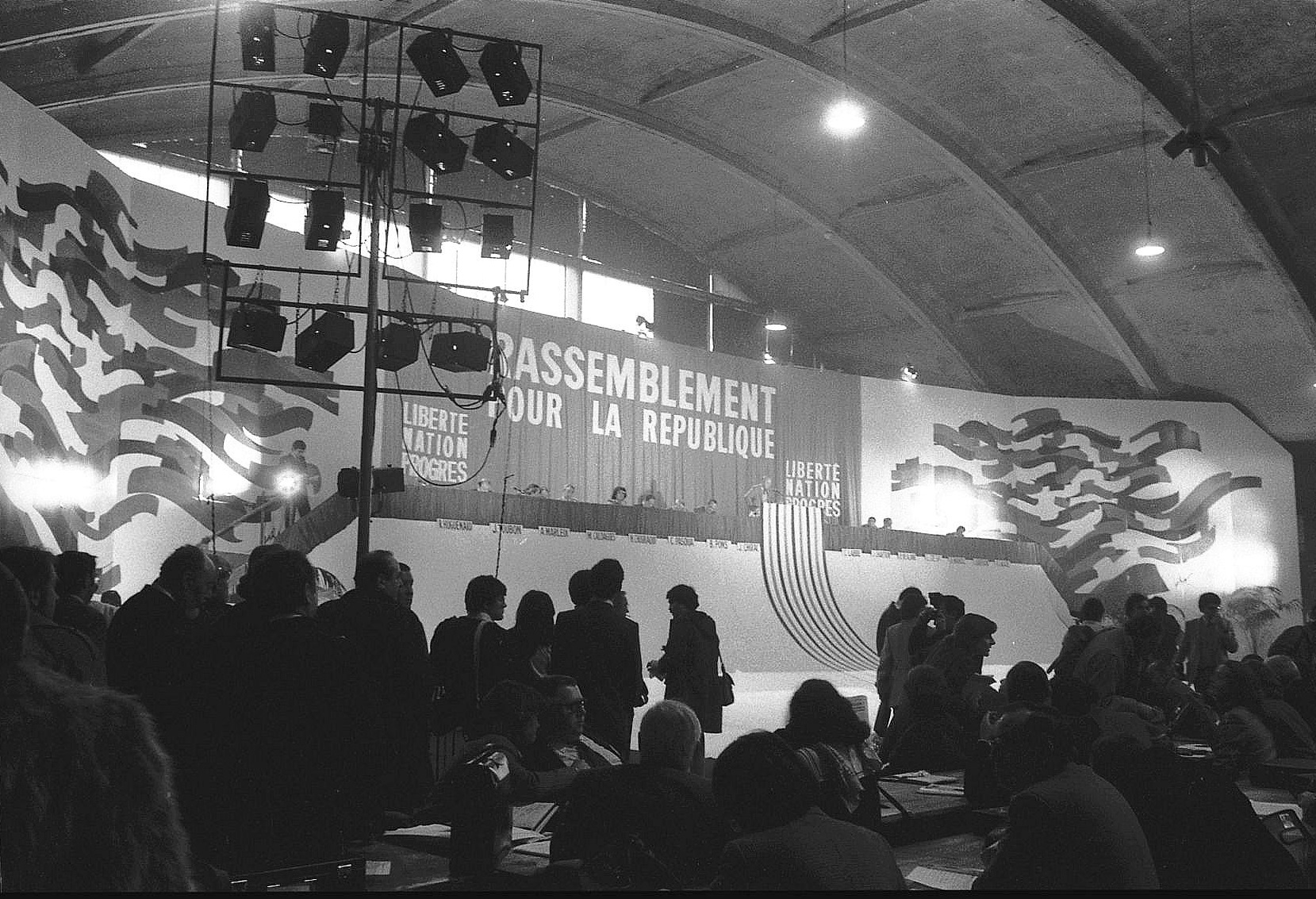
Les assises du RPR, en janvier 1982 à Toulouse.

### Dans l'opposition à François Mitterrand
Malgré l'échec du RPR représenté par Jacques Chirac aux élections nationales de 1981, le RPR prend le dessus sur l'UDF dans les sondages.
Le 7 octobre 1981, le « Club 89 » est créé au sein du RPR. Présidé par Michel Aurillac et animé par un fervent « chiraquien », Alain Juppé, il s'agit d'un « laboratoire d'idées » chargé de « préparer un projet politique applicable dans l'environnement de 1989 », mais en réalité véritable « contre-gouvernement » chargé d'élaborer les programmes du parti pour les principales échéances futures : les législatives de 1986 et la présidentielle de 1988.
Chirac fait prendre un virage vers le libéralisme économique initié durant la campagne présidentielle, afin de se poser comme le véritable rempart face au « socialo-communisme » du gouvernement Mauroy et comme une alternative au « libéralisme avancé » de l'UDF qui, selon lui, a déçu en étant trop libéral sur le plan des mœurs et de la sécurité, et pas assez sur le plan économique ; le RPR condamne ainsi par la bouche de Chirac le « trop d'État » dans le domaine économique et social, s'oppose aux nationalisations et prône la fin de la planification et la déréglementation de l'économie, la dénationalisation et la lutte contre la bureaucratie de l'État et la libéralisation du système de protection sociale, selon le modèle de la politique menée à la même époque au Royaume-Uni par le Premier ministre britannique, Margaret Thatcher.
Mais dans le même temps, il défend le renforcement de l'État dans les domaines régalien. Le RPR et Jacques Chirac s'alignent donc sur les mouvements du conservatisme libéral des autres pays d'Europe, et, pour ce faire, abandonne les aspects les plus « gaulliens » sur le plan de la politique étrangère et européenne, n'hésitant pas à défendre devant Ronald Reagan, lors d'une rencontre avec le président américain en janvier 1983, l'idée d'une « défense européenne commune » étroitement liée à l'OTAN. Ces prises de position tendent alors à s'approcher des aspirations des petits entrepreneurs, commerçants, professions libérales, agriculteurs, propriétaires et personnes âgées.
Cette « révolution idéologique » s'accompagne d'un renouvellement et d'un rajeunissement des cadres du RPR, favorisé par le départ ou la mise à l'écart de la plupart des grands « barons du gaullisme » dans la suite de la candidature manquée de Michel Debré. Selon Alain Duhamel, sur les 500 000 militants revendiqués par le RPR, 80 % d'entre eux n'ont jamais adhéré aux différents mouvements qui l'ont précédé dans cette famille politique (UNR puis UDR)[réf. nécessaire]. À la suite des élections municipales de 1983, 48 % des nouveaux maires issus du parti élus à la tête d'une commune de plus de 30 000 habitants ont moins de 43 ans. Parmi ces trentenaires et quadragénaires, figurent Alain Juppé (proche collaborateur de Jacques Chirac à la mairie de Paris, secrétaire général du Club 89, maire du 18e arrondissement depuis 1983 et secrétaire national du parti au redressement économique et social à partir de 1984), Jacques Toubon (maire du 13e arrondissement de Paris en 1983 et secrétaire général du RPR à partir de 1984), Philippe Séguin (maire d'Épinal à partir de 1983 et secrétaire national du parti chargé de la Décentralisation en 1984) ou Nicolas Sarkozy (ex-protégé de Charles Pasqua, président du comité de soutien des jeunes à la candidature de Jacques Chirac à la présidentielle de 1981 et maire de Neuilly-sur-Seine depuis 1983).
Alors que le gaullisme, tout en s'étant imposé comme une force politique de premier ordre sur le plan national, n'avait jamais réussi à percer réellement dans les élections locales (cantonales ou municipales), l'une des premières conséquences du « recentrage » du RPR vers des positions traditionnelles de la droite lui permet de remporter un certain succès lors des élections cantonales de 1982 et aux municipales de 1983. Aux premières, le RPR obtient ainsi le score le plus important jamais obtenu par une formation gaulliste à ce type de scrutin, à savoir 17,9 % des suffrages exprimés au premier tour et 323 nouveaux sièges de conseillers généraux (portant le nombre d'élus départementaux du parti à 495, contre 343 avant l'élection, tandis que le mouvement préside désormais 13 assemblées départementales). Et, à la suite des secondes, le nombre de communes de plus de 30 000 habitants dirigées par le parti chiraquien passent de 15 à 35, dont de grandes villes. Une étude statistique montre que la majorité du pays est repassée à droite avec 53,54 % des voix[source insuffisante]. Les élections sénatoriales de 1983 consacrent en conséquence cette nouvelle assise locale, puisque le groupe RPR à la chambre haute du Parlement français passe de 41 à 58 sénateurs.
Jacques Chirac, quant à lui, remporte une importante victoire aux municipales de Paris en 1983. Les listes de la majorité parisienne sortante (unissant cette fois-ci l'ensemble de la droite de gouvernement) obtiennent non seulement facilement leur maintien à la tête de la capitale, avec plus des deux tiers (67,3 %) des conseillers de Paris, mais remportent aussi le « grand chelem » en obtenant les vingt mairies d'arrondissement (treize RPR, cinq UDF, dont deux PR, deux CDS et un radical valoisien, et deux CNIP). La fonction de maire de la capitale donne à Chirac les moyens de s'opposer directement à la majorité socialiste et à certains « grands projets présidentiels ». Ainsi, obtient-il que François Mitterrand renonce, le 5 juillet 1987, à son ambition de voir Paris organiser l'exposition universelle de 1989.

### Retour du pouvoir avec la première cohabitation
Les élections législatives de mars 1986 sanctionnent le pouvoir socialiste et voient une victoire de la coalition RPR-UDF qui recueille 43,9% des voix. Le RPR défend alors une ligne plus libérale pour contrer la politique socialiste de François Mitterrand, mais aussi pour occuper une position libérale dont l'UDF avait le monopole.
Le scrutin proportionnel permet toutefois aux socialistes d'obtenir 31 % des suffrages. La victoire de la droite est par ailleurs incomplète puisqu'elle ne dispose que d'une courte majorité absolue, d'autant plus que les 35 députés du Front national demeurent dans l'opposition. François Mitterrand nomme ainsi Jacques Chirac, tête de file du RPR sorti vainqueur des législatives, Premier ministre. Il espère ainsi le fatiguer et rendre son parti impopulaire en vue de l'élection présidentielle de 1988[réf. nécessaire].
À partir du 1er décembre 1986, les prix, qui pour certains étaient contrôlés depuis 1914 et pour d'autres par une ordonnance de 1945, sont libérés. Philippe Séguin, ministre des Affaires sociales, met en œuvre la suppression de l'autorisation administrative de licenciement, votée en octobre 1974 à l'initiative de Jacques Chirac. Le gouvernement lance aussi une vague de privatisations. Elle entraîne une baisse de l'emploi public (1,86 million à 1,36 million de salariés) et rembourse les nationalisations de 1981 : elles avaient coûté 35 milliards de francs, mais leur privatisation rapportent entre 65 et 75 milliards de francs. Une réforme des universités est aussi mise en chantier par Alain Devaquet, ministre de l’Enseignement supérieur et de la Recherche. Le 11 juillet 1986, le Conseil des ministres adopte son projet. Mais les manifestations de protestation se multiplient (600 000 manifestants le 27 novembre), et le projet est retiré le 8 décembre.

### Élection présidentielle de 1988 et fronde des «Rénovateurs»
Le parti reste longtemps centré sur la seule personnalité de Jacques Chirac malgré une certaine hostilité des « barons » toujours attachés à un gaullisme des origines (dont les anciens Premiers ministres Michel Debré et Pierre Messmer, voire Jacques Chaban-Delmas ou encore des « barons » locaux comme le ligérien Olivier Guichard) ainsi que des ministres des gouvernements Barre. L'autorité du président du parti est de plus en plus remise en question, surtout après son échec à l'élection présidentielle de 1988, avec un éloignement progressif de ses anciens lieutenants (d'abord Pierre Juillet et Marie-France Garaud dès la fin des années 1970, puis Charles Pasqua et Édouard Balladur au début des années 1990), certaines dissensions idéologiques, notamment concernant la construction européenne ou la vision économique et sociale et l'arrivée d'une nouvelle génération.
Certains représentants de celle-ci, menés par le député-maire d'Épinal et ancien ministre des Affaires sociales Philippe Séguin, comprenant notamment le député-maire de Lyon Michel Noir, celui de Grenoble Alain Carignon, le député-adjoint au maire de Versailles Étienne Pinte, le député-président du conseil général de la Savoie Michel Barnier et le député-maire de Sablé-sur-Sarthe François Fillon, font partie d'un groupe de jeunes élus issus du RPR et de l'UDF (dont François Bayrou ou Dominique Baudis), baptisé « les Rénovateurs », réunis par un ressentiment partagé envers les trois « anciens » dirigeants de la droite et du centre (Raymond Barre, Jacques Chirac, Valéry Giscard d'Estaing), devenus à leurs yeux synonymes de « machine à perdre ». Ils ambitionnent alors de présenter une liste unique d'opposition aux élections européennes de juin 1989,.
La popularité de Dominique Baudis (ancien journaliste et présentateur de télévision devenu maire UDF-CDS de Toulouse en 1983 en succédant à son père, Pierre Baudis) et Michel Noir (récemment élu maire de Lyon) rapporte un certain succès, notamment médiatique, au mouvement. Toutefois, des dissensions apparaissent, en particulier sur l'Europe, où les positions souverainistes de Philippe Séguin s'avèrent incompatibles avec l'approche fédéraliste des centristes. Finalement, la tentative des « rénovateurs » échoue et la liste conduite par Simone Veil aux élections européennes recueille seulement 8,43 % des voix. À l'approche des assises du RPR du début 1990, où pour la première fois la formation gaulliste désigne ses instances dirigeantes à la proportionnelle, Philippe Séguin et les rénovateurs du RPR font alliance avec Charles Pasqua pour « régénérer le RPR » en s'inspirant « du message du général de Gaulle ». Ils sont notamment rejoints dans leur démarche par Franck Borotra, Élisabeth Hubert, Jean de Boishue ou Jacques Kosciusko-Morizet. Tous défendent une ligne souverainiste sur les questions européennes et se réclament d'une position authentiquement gaulliste[réf. nécessaire].
Sentant le danger, Jacques Chirac, qui avait initialement prévu de se tenir au-dessus de la mêlée, s'engage fermement en faisant sien le texte proposé par un des jeunes parlementaires qui lui est resté fidèle, Alain Juppé. Finalement, le courant Pasqua-Séguin obtient 31,68 % des voix lors des assises du RPR au Bourget, le 11 février 1990, et Jacques Chirac est réélu président du parti.

### Opposition au traité de Maastricht
Une nouvelle division apparaît entre partisans d'une ligne pro-européenne et libérale et les défenseurs d'une politique de souveraineté nationale et plus sociale lors du référendum sur le traité de Maastricht du 20 septembre 1992. En effet, Charles Pasqua et Philippe Séguin font tous deux campagne pour le « non » tandis que Jacques Chirac et Édouard Balladur s'engagent fermement pour le « oui ».
En 1992, la carrière politique de Philippe Séguin connaît un tournant, lorsqu'il s'engage avec Charles Pasqua pour le « non » au référendum sur le traité de Maastricht, alors que les dirigeants de sa famille politique sont majoritairement en faveur de l'adoption. Fidèle à la tradition gaulliste et attaché à l'implication de l'État dans le domaine social, il estime que le traité européen est une menace pour l'indépendance de la France.
Le 5 mai 1992, il prononce un discours remarqué à l'Assemblée nationale, dans lequel il pourfend la « logique » fédérale du traité et réclame un référendum. Le président François Mitterrand lui donne satisfaction le 3 juin suivant. Le 3 septembre 1992, ce dernier accepte un débat télévisé avec celui qui est considéré comme le leader du « non », au grand amphithéâtre de la Sorbonne.
Malgré la courte victoire du « oui » (tout juste 51 % alors qu'il était pourtant crédité de 70 % au début de la campagne), la notoriété de Philippe Séguin en sort renforcée. Ce dernier poursuit alors, sur un mode plus discret, un lobbying dans les milieux économiques et financiers, pour trouver une solution aux excès de la politique dite du "franc fort", sur fond de dévaluations au sein du système monétaire européen, qui selon lui se traduit par des taux d'intérêt maintenus trop longtemps à un niveau trop élevé[réf. nécessaire].

### Gouvernement d’Édouard Balladur
Faisant face à un ralentissement de l'activité économique et donc à un creusement des déficits, le Premier ministre tente de faire des économies. Il lance un vaste emprunt d'État qui connaît un grand succès auprès des épargnants et permet, en mobilisant 110 milliards de francs (contre les 40 milliards escomptés), de soutenir l'activité économie. Cela a cependant pour conséquence un alourdissement de la dette de 25 milliards de francs. Le Premier ministre utilise sa faible marge de manœuvre budgétaire pour aider, par des transferts fiscaux, les entreprises à surmonter la dépression économique[réf. nécessaire]. Durant l'été 1993, quatre réformes structurelles sont adoptées par le gouvernement. Tout d'abord, la durée de cotisation nécessaire pour obtenir sa pension à taux plein est augmentée de dix trimestres. Les retraites sont indexées sur l'indice des prix à la consommation. La création du Fonds de solidarité vieillesse est décidée, afin de simplifier administrativement la gestion des retraites. En août, est votée la « loi Pasqua » du 24 août 1993, qui durcit les conditions d'entrée et de séjour des étrangers en France par rapport à la précédente « loi Pasqua » de 1986.

### Élection présidentielle de 1995
Divisé entre « chiraquiens » et « balladuriens » lors de l'élection présidentielle de 1995, ce courant a vu les premiers remettre à l'honneur des thèses sociales ou étatistes et les seconds se placer sur une ligne libérale et conservatrice.
L'élection présidentielle de 1995 est une nouvelle source de scission interne. Édouard Balladur, Premier ministre depuis 1993 et jouissant d'une importante popularité, annonce sa candidature le 18 janvier 1995 contre Jacques Chirac. Il reçoit le soutien d'une grande partie des trentenaires et quadragénaires du parti tels que Nicolas Sarkozy (son porte-parole de campagne), François Fillon, Patrick Devedjian ou Dominique Perben, mais aussi de Charles Pasqua. Pour sa part, outre les « chiraquiens » qui lui sont restés fidèles (Alain Juppé, Jacques Toubon, Bernard Pons, entre autres), Jacques Chirac est soutenu par Philippe Séguin qui inspire en grande partie son discours sur la fracture sociale. La victoire du président du RPR entraîne une relative mise à l'écart d'Édouard Balladur et de la plupart de ses partisans dont Nicolas Sarkozy au premier chef, tandis que certains, comme François Fillon ou Dominique Perben, sont tout de même présents dans le gouvernement Juppé. Après la défaite aux élections législatives de 1997, les « gaullistes sociaux » (ou séguinistes) et les « libéraux » (ou balladuriens) s'allient pour prendre la direction du parti : Philippe Séguin devient président et Nicolas Sarkozy secrétaire général,.
Après avoir promu durant sa campagne la fracture sociale (taxée par certains de décorum de campagne), le gouvernement mené par Alain Juppé veut faire respecter le traité de Maastricht et réduire les déficits, une sorte de tournant de la rigueur. Il l'annonce à la télévision le 26 octobre 1995, dans un entretien avec Alain Duhamel. Le gouvernement met l'accent sur la lutte contre le déficit budgétaire et la dette de l'État afin de respecter le pacte de stabilité de l'Union européenne et d'assurer l'arrivée de l'euro. Pour ce faire, le mouvement des privatisations, engagés entre 1986 et 1988 et depuis 1993, se poursuit : il concerne les groupes industriels Pechiney et Usinor-Sacilor en 1995, de la compagnie d'assurances AGF, de l'armateur CGM et de la Banque française du commerce extérieur.

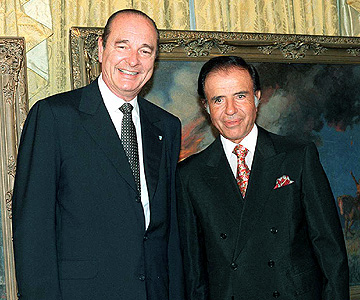
Jacques Chirac avec le président argentin Carlos Menem (1997).

De plus en plus impopulaire, le gouvernement d'Alain Juppé doit affronter des grèves massives durant l'hiver 1995-1996, les plus longues mobilisations depuis Mai 68, dues à la réforme des retraites du public (plan Juppé annoncé le 15 novembre 1995 prévoyant un allongement de la durée de cotisation de 37,5 à 40 annuités pour les salariés de la fonction publique afin de l'aligner sur celle du secteur privé déjà réformé en 1993, l'établissement d'une loi annuelle de la Sécurité sociale fixant les objectifs de progression des dépenses maladies et envisageant la mise en place de sanctions pour les médecins qui dépassent cet objectif, l'accroissement des frais d'hôpital. Le plan Juppé sur les retraites est finalement retiré dès le 15 décembre 1995, mais le gouvernement refuse de céder sur la réforme de la Sécurité sociale, une loi votée le 30 décembre suivant lui permettant de légiférer par ordonnances en la matière.

### Échec aux européennes de 1999
En 1999, Philippe de Villiers qui avait été élu sur des listes communes RPR/UDF noue une alliance avec Charles Pasqua, qui entre en dissidence avec le RPR, pour créer le Rassemblement pour la France (RPF). Aux élections européennes du 13 juin, la liste Pasqua-Villiers arrive, en France, en tête de la droite, devant celle du RPR et de Démocratie libérale emmenée par Nicolas Sarkozy. Avec 13,05 % des suffrages (2 304 544 voix), la liste Pasqua-Villiers obtient 13 sièges et Philippe de Villiers est réélu député européen. Philippe de Villiers ne siège toutefois que cinq mois au Parlement européen, préférant revenir à l'Assemblée nationale, tout comme d'autres têtes de listes françaises (Nicolas Sarkozy, François Hollande ou Robert Hue). Durant cette période, il est vice-président du groupe Union pour l'Europe des nations au Parlement européen.

### Dissolution dans l'UMP
Après la création récurrente de cartels électoraux avec ses alliés de l'UDF et d'autres partis de droite, comme l'Union du Rassemblement et du Centre (URC) en 1988 ou l'Union pour la France (UPF) en 1993, la direction RPR prône — après l'élection de Jacques Chirac à la présidence de la République — un rapprochement plus étroit des structures partisanes.
C'est ainsi que, sous l'égide de Philippe Séguin et après l'échec d'une refondation du RPR appelée "Le Rassemblement", est créée en 1998 l'Alliance, qui regroupe le RPR, l'Union pour la démocratie française (UDF) et Démocratie libérale (DL). Cette structure tombe en déshérence dès 1999, à la suite du refus de l'UDF de constituer une liste commune aux élections européennes.
En 2000, le RPR lance un chantier de création d'un parti unique de la droite parlementaire : l'Union en mouvement (UEM) se donne pour tâche de préparer l'élection présidentielle de 2002, en rassemblant les tendances gaullistes, libérales et démocrates chrétiennes.
Le 24 avril 2002, le RPR approuve la création d'une Union pour la majorité présidentielle (UMP), destinée à soutenir Jacques Chirac pour le second tour de la présidentielle. Le 21 septembre de la même année, les assises extraordinaires de Villepinte adoptent à 86,5 % la dissolution du RPR au sein de l'UMP, nouveau parti dont les assises fondatrices — qui lui donnent le nom d'Union pour un mouvement populaire — ont lieu le 17 novembre 2002.
Cependant, la puissance de l'influence libérale sur l'ensemble des mouvements politiques de droite (mais aussi de gauche) à travers le monde, ainsi que la difficulté, à imaginer ce qu'aurait été la politique du général de Gaulle plusieurs décennies après sa mort, ont conduit le RPR à se "banaliser" au sein des droites européennes malgré les tentatives de renaissance doctrinale des gaullistes sociaux et souverainistes réunis autour de la revue Une certaine idée, fondée sous l'égide de Philippe Séguin, en 1998. Après l'élection présidentielle de 2002, le mouvement « gaulliste » Rassemblement pour la République (RPR) est dissout dans un nouveau parti de droite fusionnant avec une partie de l'UDF : l'Union pour un mouvement populaire (UMP).
La transformation du RPR en UMP, parti dominant dans la droite française avec un programme jugé libéral et pro-européen, malgré la défense par Jacques Chirac du "modèle social français", pose, dans les premières années du XXIe siècle, la question de la pérennité du gaullisme dans la vie politique française,.

### Rachat de la «marque» RPR
Le sigle RPR a été acquis par un proche de Patrick Buisson après la dissolution du parti en 2002, lequel l'a ensuite revendu.
C’est Franck Allisio, un proche de Marine Le Pen, qui rachète les droits d’utilisation du nom et du logo de l’ancien parti en janvier 2022. Allisio utilise cette identité pour son propre mouvement, avec de nouveaux statuts, dans le but de capter une partie de l’ancien électorat du RPR au bénéfice du Rassemblement national.
En juin 2023, Éric Ciotti, président du parti Les Républicains (LR), descendant du RPR, dénonce une tentative de « s'approprier la marque RPR » et des « petits calculs politiciens ». Dans les mois qui suivent, d’autres politiciens de droite, rassemblés autour de Renaud Muselier, revendiquent le sigle.

## Idéologie et factions internes
Selon Guillaume Bernard, la ligne idéologique du RPR est difficile à définir : « (…) le logiciel idéologique du RPR est très difficilement identifiable. Avec à sa tête une personnalité comme Jacques Chirac dont les convictions ne semblent pas avoir été très fixes, le RPR était, dans le fond, une auberge espagnole. Cela s’est explicitement révélé au cours de la décennie 1990 avec, notamment, la rupture d’un Charles Pasqua s’alliant à Philippe de Villiers pour défendre des positions souverainistes ».

### Factions et courants au sein du RPR
Parmi les principales tendances qui divisent le RPR figurent les groupes suivants.

#### Les«chiraquiens»ou«néo-gaullistes légitimistes»
Ils incarnaient le courant majoritaire au sein du RPR, puis de l'UMP jusqu'en 2004. Attachés avant tout au dirigeant du mouvement, Jacques Chirac, ils sont marqués par un certain pragmatisme idéologique qui oscille d'une part, entre un libéralisme mesuré, méfiant à l'égard du capitalisme, et un progressisme social hérité du radicalisme et d'autre part, entre l'attachement au principe « d'indépendance nationale » du gaullisme traditionnel, qui le rapproche des « gaullistes sociaux », et le ralliement à une Europe politique et économique plus intégrée. Ces positions trouvent écho auprès de certains centristes (Philippe Douste-Blazy, Jean-Pierre Raffarin) et du Parti radical valoisien. Outre Jacques Chirac, y figurent Alain Juppé, Jacques Toubon, Bernard Pons, Jean-Louis Debré, Jean-François Mancel, Roger Romani, Pierre-André Périssol, Jean-Jacques de Peretti, Guy Drut, Françoise de Panafieu, Jean Tiberi, François Baroin, Hervé Gaymard, Jean-François Copé, Jean-Paul Delevoye (candidat à la présidence du RPR en 1999), Dominique de Villepin, Josselin de Rohan, Lucette Michaux-Chevry, Gaston Flosse, Jacques Lafleur (même s'il a appelé à voter pour Édouard Balladur en 1995), voire Michèle Alliot-Marie (même si elle a refusé de trancher entre Chirac et Balladur en 1995 et s'est présentée à la présidence du parti en 1999 contre le candidat de l'Élysée, Jean-Paul Delevoye). Au sein de l'UMP après 2002, ils forment le noyau soutenant Alain Juppé à la présidence du mouvement entre 2002 et 2004 puis constituent le courant dit des « chiraco-villepinistes » ou le mouvement Le Chêne de Michèle Alliot-Marie.

#### Les«balladuriens»ou«conservateurs libéraux»
Ceux-ci se rapprochent plutôt des tendances légitimistes et surtout orléanistes de la classification traditionnelle de la droite française par René Rémond. D'abord proche à ses débuts du gaullisme traditionnel, ce courant s'en éloigne en adoptant le libéralisme économique au début des années 1980 puis en se ralliant à la construction européenne, dans le cadre d'une stratégie d'alliance avec l'UDF. Bien que toujours attaché à la souveraineté nationale, il défend l'idée d'une Europe politique, puissance indépendante et "différente" des États-Unis, une Europe de la coopération intergouvernementale. Assez proches de l'UDF, et plus particulièrement de ses ailes libérales (Parti républicain puis Démocratie libérale) voire centristes (le CDS puis Force démocrate, Simone Veil), ils incarnent la frange la plus pro-européenne du RPR. Ils se démarquent également par leur attachement à un certain conservatisme fiscal, à la maîtrise des dépenses publiques pour répondre aux critères de convergence de Maastricht et à un certain niveau de dérégulation et déréglementation dans le domaine économique et social afin de mieux insérer la France dans le processus de mondialisation (tout en gardant une forme de patriotisme économique). Cette tendance soutient tout particulièrement la réduction du poids du secteur public et les privatisations initiées par Édouard Balladur en tant que ministre de l'Économie et des Finances de 1986 à 1988 puis que Premier ministre de 1993 à 1995.
Outre Édouard Balladur et Nicolas Sarkozy (qui reprend l'initiative au sein de cette tendance après 1997), peuvent également être cités Patrick Devedjian (candidat à la présidence du RPR en 1999), Dominique Perben, Michel Barnier, Michel Giraud, Georges Tron, Patrick Balkany, Christian Estrosi, Bernard Accoyer, Philippe Goujon, Jacques Baumel, Jean-Claude Étienne ou Thierry Mariani. Beaucoup d'entre eux se retrouvent parmi les partisans de la première heure de Nicolas Sarkozy au sein de l'UMP, même si certains (dont Georges Tron) ont rallié le courant de Jacques Chirac, Alain Juppé et Dominique de Villepin.

#### Les«séguinistes»ou«gaullistes sociaux»
Troisième principal groupe au sein du RPR, les héritiers du courant représenté dans les années 1970 par Jacques Chaban-Delmas, de tendance sociale-libérale défendent une forme de réformisme social-démocrate sans toutefois remettre en cause l'économie de marché, voire du gaullisme de gauche (à travers surtout le Mouvement solidarité participation, rejetant partiellement ou totalement le capitalisme).
Ils sont généralement hostiles à une Europe supranationale et trop libérale. Ils s'approchent sur ce point du « souverainisme » des gaullistes orthodoxes, avec lesquels ils veulent revenir aux valeurs jugées fondamentales du gaullisme mais plus pour leur part sur un plan social. Ils sont également plutôt libéraux et progressistes sur les questions de société par rapport aux autres courants du RPR, Philippe Séguin ayant notamment voté pour l'abolition de la peine de mort tandis que certaines personnalités pouvant être rapprochés de ce courant, telle Roselyne Bachelot, défendent le droit à la contraception, à l'avortement et parfois du mariage homosexuel. En dehors de Philippe Séguin, la mouvance « gaulliste sociale » est portée par : François Fillon (candidat à la présidence du RPR en 1999 et à celle de l'UMP en 2012), Jean de Boishue, Franck Borotra, Étienne Pinte, Roger Karoutchi, Nicolas Dupont-Aignan, Roselyne Bachelot ou Serge Lepeltier. Parmi les quelques personnalités restantes se réclamant du gaullisme de gauche au RPR : Yves Guéna, Alain Terrenoire, Jean Peyrelevade ou Alain Marleix. Beaucoup se retrouvent au sein de l'UMP dans le club France.9 de François Fillon, le club Nouveau siècle (pour les gaullistes de gauche) ou en partie dans le Mouvement initiative et liberté, mais aussi dans des partis souverainistes tels que le Rassemblement pour la France (RPF) de Charles Pasqua ou plus encore Debout la République (DLR) de Nicolas Dupont-Aignan.

#### Les«gaullistes orthodoxes»
Principalement représentés par Charles Pasqua (à travers son association Demain la France fondée en 1991) et d'autres membres du Mouvement initiative et liberté (MIL), ils forment l'aile droite du RPR. Très critiques à l'égard de la gauche socialiste et communiste mais aussi, dans une certaine mesure, du capitalisme, ils défendent le principe d'indépendance nationale. Ils sont ceux qui s'approchent le plus du bonapartisme de la classification traditionnelle de la droite française par René Rémond. Favorables à un État et à un exécutif forts, ils militent pour le maintien d'un ordre public par la lutte active contre la délinquance, le grand-banditisme et les groupes terroristes mais aussi contre l'immigration clandestine, symbolisée par la politique menée par Charles Pasqua au ministère de l'Intérieur de 1986 à 1988 et de 1993 à 1995.
Outre Charles Pasqua, les membres de Demain la France incluent : William Abitbol, Isabelle Caullery, Jean-Charles Marchiani, Paul-Marie Coûteaux, Lionnel Luca ou Jean-Jacques Guillet. Demain la France forme une liste intitulée « Rassemblement pour la France et l'Indépendance de l'Europe » dissidente de celle unissant le RPR à DL aux élections européennes du 13 juin 1999, en s'alliant avec le Mouvement pour la France (MPF) de Philippe de Villiers. Elle obtient 13,05 % et 13 élus soit le 2e meilleur score derrière le PS mais devant le RPR-DL. Ils quittent le RPR le 21 novembre 1999 pour créer le Rassemblement pour la France (RPF, dont la plupart des membres disposent après 2002 d'une double appartenance avec l'UMP à travers surtout l'association Nation et progrès, d'autres ont rejoint Debout la République). Peuvent également être cités parmi les « gaullistes orthodoxes » : Bernard Debré, Jacques Myard, Xavier Deniau, Philippe de Gaulle, Jacques Godfrain ou Robert Pandraud.

### Programme

#### Économie
Sous l’impulsion de Jacques Chirac et d’Édouard Balladur, le programme du RPR se rapproche dès les années 1980 du libéralisme anglo-saxon de Ronald Reagan et Margaret Thatcher, combinant libéralisme économique, politique de libre-échange, nationalisme modéré et conservatisme sociétal. Sur le plan économique, il comprend des privatisations, une baisse des impôts pour les entrepreneurs, la libéralisation des mouvements de capitaux ou encore la suppression de l'autorisation administrative de licenciement.
A ce sujet, Mathias Bernard avance : « Cette conception du libéralisme, dirigée contre l’influence de l’État dans l’économie et, plus largement, dans la société, a été préparée sous le septennat giscardien par l’action de Raymond Barre, qui a commencé à rompre avec les pratiques interventionnistes en cours depuis les années 1930, notamment dans la politique des prix. Mais, jusqu’à la défaite de 1981, elle n’a pas fait consensus, ni parmi les giscardiens, ni au Rassemblement pour la République (RPR), où perdure encore l’influence d’un gaullisme assez interventionniste en matière économique et social. À partir de 1981, en revanche, ce discours libéral s’étend (…) en se nourrissant de la critique des mesures dirigistes du gouvernement de Pierre Mauroy, dont l’opposition se plaît à montrer à la fois l’inefficacité et même le caractère nocif et contre-productif ».
Le RPR s'éloigne ainsi des politiques plus étatistes menées sous De Gaulle au risque de générer de nouvelles tensions en internes notamment en raison de la ligne plus interventionniste de Philippe Seguin.

#### Souveraineté et indépendance nationale
Le RPR hérite historiquement des positions souverainistes et favorables à l'indépendance nationale du gaullisme traditionnel. Le RPR est en faveur dans les années 1970 d'une politique de refus d'une Europe fédérale, de toute réintégration de la France dans le commandement intégré de l'OTAN et toute évolution vers une Europe fédérale ou supranationale (positions que les gaullistes orthodoxes partagent souvent avec les gaullistes sociaux ou de gauche).
Cette ligne souverainiste est manifeste dans l'appel de Cochin dont publication entrait dans le cadre de la « précampagne » du RPR pour les élections européennes de juin 1979. Ce texte dénonçait notamment la politique « antinationale » de l'Europe fédérale d'un « parti de l'étranger », soit, dans l'esprit du signataire, l'Union pour la démocratie française, parti de centre-droit créé le 1er février 1978 à l'initiative de Valéry Giscard d'Estaing, alors président de la République.
Une scission apparaît néanmoins dans les années 1990 au sein du parti entre les libéraux et les chiraquiens qui soutiennent le Traité de Maastricht et les partisans du "non" à ce traité (les gaullistes traditionnels derrière Philippe Séguin et Charles Pasqua principalement).

#### Social et État-providence
À ses origines, Jacques Chirac défendait une politique économique proche d'un « travaillisme à la française ». L’un de ses proches, Philippe Séguin, défend en particulier une meilleure gouvernance économique et sociale sécurisant notamment l'État-providence français avant de pousser à une intégration plus poussée. Dans les années 1980, le RPR s'éloigne de cette ligne au profit d'une politique libérale de droite plus traditionnelle.

#### Immigration
Le RPR prévoit dès les années 1980 la suppression du droit du sol, l'expulsion des immigrés chômeurs depuis plus de deux ans, et la restriction de l'accès aux allocations familiales.
En 1990, le RPR, lors de ses états généraux auxquels participent Alain Juppé, Valéry Giscard d'Estaing, Jacques Chirac, Michèle Alliot-Marie, Roselyne Bachelot, François Bayrou ou encore Nicolas Sarkozy, propose notamment sur le sujet de l'immigration la « fermeture des frontières », la « suspension de l'immigration », « réserver certaines prestations sociales aux nationaux » ou encore l'« incompatibilité entre l'islam et nos lois ». Il s'agit de répondre à la montée du Front national la décennie précédente, en ripostant sur le sujet de l'immigration. Le programme du RPR pour les élections législatives de 1993 est toutefois plus consensuel, même si le retour de la droite au pouvoir, après sa victoire, se conjugue avec l'application de certaines mesures, comme la réforme du Code de la nationalité avec les lois Pasqua de 1994, qui limitent le regroupement familial et durcissent l'accès aux titres de séjour.

## Organisation interne

### Siège
Tout comme ceux de ses prédécesseurs l'UNR et l'UDR, le siège du RPR se situe historiquement au 123 rue de Lille (7e arrondissement de Paris) après un bref passage au sein de la tour Montparnasse (1976-1977). Entre 2001-2002, le parti déménage au 2 boulevard de La Tour-Maubourg (7e arrondissement).

### Dirigeants

#### Présidents
| No | Photo | Nom                                | Début | Fin  | Notes |
| -- | ----- | ---------------------------------- | ----- | ---- | --- |
| 1  |       | Jacques Chirac (1932-2019)         | 1976  | 1994 | Maire de Paris de 1977 à 1995, Premier ministre de 1974 à 1976 puis de 1986 à 1988, président de la République de 1995 à 2007. |
| 2  |       | Alain Juppé (né en 1945)           | 1994  | 1997 | Maire de Bordeaux entre 1995 et 2019, Premier ministre de 1995 à 1997.                                                         |
| 3  |       | Philippe Séguin (1943-2010)        | 1997  | 1999 | Maire d'Épinal de 1983 à 1997, président de l’Assemblée nationale de 1993 à 1997.                                              |
| –  |       | Nicolas Sarkozy (né en 1955)       | 1999  | 1999 | Maire de Neuilly-sur-Seine de 1983 à 2002, président de la République de 2007 à 2012.                                          |
| 4  |       | Michèle Alliot-Marie (née en 1945) | 1999  | 2002 | Maire de Saint-Jean-de-Luz de 1995 à 2002.                                                                                     |
| –  |       | Serge Lepeltier (né en 1953)       | 2002  | 2002 | Maire de Bourges entre 1995 et 2014.                                                                                           |

#### Secrétaires généraux
- 1976-1979 : Jérôme Monod
- 1979-1979 : Alain Devaquet
- 1979-1984 : Bernard Pons
- 1984-1988 : Jacques Toubon
- 1988-1995 : Alain Juppé
- 1995-1997 : Jean-François Mancel
- 1997-1997 : Jean-Louis Debré
- 1997-1999 : Nicolas Sarkozy
- 1999-2001 : Adrien Gouteyron
- 2001-2002 : Serge Lepeltier

#### Présidents du groupe parlementaire
- Assemblée nationale :
  - 1976-1986 : Claude Labbé ;
  - 1986-1988 : Pierre Messmer ;
  - 1988-1995 : Bernard Pons ;
  - 1995-1997 : Michel Péricard ;
  - 1997-1997 : Philippe Séguin ;
  - 1997-2002 : Jean-Louis Debré.
- Sénat :
  - 1976-1978 : Pierre Carous ;
  - 1978-1981 : Marc Jacquet ;
  - 1981-1986 : Charles Pasqua ;
  - 1986-1988 : Roger Romani ;
  - 1988-1993 : Charles Pasqua ;
  - 1993-2002 : Josselin de Rohan.

### Adhérents et groupes internes

#### Nombre d’adhérents
- 1976 : 285 000[53]
- 1977 : 401 000[53]
- 1979 : 760 000[53]
- 1981 : 670 000[53]
- 1983 : 850 000[53]
- 1986 : 885 000 (35 % de femmes)[53]
- 1995 : 454 000[53]
- 2002 : 90 000[53]

#### Journal interne
Le journal officiel du parti était La Lettre de la nation Magazine, créé en 1962 et supprimé en 1997. Il était tiré à 4 000 exemplaires quatre fois par semaine.

#### Branche féminine
Héritière du Centre féminin d’étude et d’information (CFEI) créé par le général de Gaulle en 1964 au sein de l'UNR, l'association « Femme Avenir » est la branche féminine du RPR. De 1977 à 1988, elle est présidée par Christiane Papon,.

#### Branche jeunesse
L'Union des jeunes pour le progrès (UJP, fondée en 1965 et toujours active actuellement) et l'Union des étudiants pour le progrès (UEP) ont tout d'abord constitué les mouvements de jeunesse des mouvements gaullistes successifs, avant que ne soient créés Les Jeunes du RPR, dont l'un des premiers responsables nationaux fut Nicolas Sarkozy (voir Jeunes Populaires).

## Responsabilités gouvernementales assumées et résultats électoraux

### Président de la République
- 1995-2007 : Jacques Chirac (élu avec le soutien du RPR en 1995 et 2002)

### Premiers ministres
- 1986-1988 : Jacques Chirac
- 1993-1995 : Édouard Balladur
- 1995-1997 : Alain Juppé

### Ministres
Ne sont listés ici que les ministres, non les secrétaires d'État et ministres délégués.
Gouvernement Barre I (1976-1977)
5 ministres RPR sur 16 ministères (dont 1 ministre d'État sur 3) :
- Justice (ministre d'État) : Olivier Guichard
- Défense : Yvon Bourges
- Coopération : Robert Galley
- Relations avec le Parlement : Robert Boulin
- Qualité de la vie : Vincent Ansquer

Gouvernement Barre II (1977-1978)
3 ministres RPR sur 13 puis 14 ministères :
- Justice : Alain Peyrefitte
- Défense : Yvon Bourges
- Coopération : Robert Galley

Gouvernement Barre III (1978-1981)
7 puis 6 puis 5 ministres RPR sur 19 puis 18 puis 17 ministères :
- Justice : Alain Peyrefitte
- Défense :
  - Yvon Bourges (1978-1980)
  - Joël Le Theule (1980, décédé en décembre 1980)
  - Robert Galley (1980-1981)
- Travail et Participation : Robert Boulin (1978-1979, décédé en octobre 1979)
- Coopération : Robert Galley
- Budget : Maurice Papon
- Transports : Joël Le Theule (1978-1980)
- Commerce extérieur : Michel Cointat (1980-1981)
- Culture et Communication : Jean-Philippe Lecat (1978-mars 1981)

Gouvernement Chirac II (1986-1988)
Outre le Premier ministre, 6 ministres RPR sur 14 ministères (dont l'unique ministre d'État) :
- Économie, Finances et Privatisation (ministre d'État) : Édouard Balladur
- Justice : Albin Chalandon
- Intérieur : Charles Pasqua
- DOM-TOM : Bernard Pons
- Affaires sociales et Emploi : Philippe Séguin
- Coopération : Michel Aurillac

Gouvernement Balladur (1993-1995)
Outre le Premier ministre, 11 puis 10 ministres RPR sur 23 puis 22 ministères (dont 1 des 4 ministres d'État) :
- Intérieur et Aménagement du Territoire (ministre d'État) : Charles Pasqua
- Affaires étrangères : Alain Juppé
- Travail, Emploi et Formation professionnelle : Michel Giraud
- Culture et Francophonie : Jacques Toubon
- Budget (porte-parole jusqu'en janvier 1995) : Nicolas Sarkozy
- Enseignement supérieur et recherche : François Fillon
- Environnement : Michel Barnier
- Coopération :
  - Michel Roussin (1993-1994)
  - Bernard Debré (1994-1995)
- DOM-TOM : Dominique Perben
- Jeunesse et Sports : Michèle Alliot-Marie
- Communication :
  - Alain Carignon (1993-1994)
  - Nicolas Sarkozy (1994-1995)

Gouvernement Juppé I (mai-novembre 1995)
Outre le Premier ministre, 13 ministres RPR sur 26 ministères :
- Justice : Jacques Toubon
- Aménagement du Territoire, Équipement et Transports : Bernard Pons
- Intérieur : Jean-Louis Debré
- Relations avec le Parlement : Roger Romani
- Santé publique et Assurance maladie : Élisabeth Hubert
- Intégration et Lutte contre l'exclusion : Éric Raoult
- Solidarité entre les générations : Colette Codaccioni
- Logement : Pierre-André Périssol
- Technologies de l'Information et Poste : François Fillon
- Outre-mer : Jean-Jacques de Peretti
- Jeunesse et Sports : Guy Drut
- Tourisme : Françoise de Panafieu
- Anciens combattants et Victimes de guerre : Pierre Pasquini

Gouvernement Juppé II (1995-1997)
Outre le Premier ministre, 6 ministres RPR sur 16 ministères :
- Justice : Jacques Toubon
- Équipement, Logement, Transports et Tourisme : Bernard Pons
- Intérieur : Jean-Louis Debré
- Relations avec le Parlement : Roger Romani
- Industrie, Poste et Télécommunications : Franck Borotra
- Fonction publique, Réforme de l'État et Décentralisation : Dominique Perben

Gouvernements Raffarin I et II (mai-novembre 2002)
9 ministres RPR sur 15 ministères :
- Intérieur, Sécurité intérieure et Libertés locales : Nicolas Sarkozy
- Affaires sociales, Travail et Solidarité : François Fillon
- Justice : Dominique Perben
- Affaires étrangères, Coopération et Francophonie : Dominique de Villepin
- Défense et Anciens combattants : Michèle Alliot-Marie
- Écologie et Développement durable : Roselyne Bachelot
- Agriculture, Alimentation, Pêche et Affaires rurales : Hervé Gaymard
- Culture et Communication : Jean-Jacques Aillagon
- Fonction publique, Réforme de l'État et de Aménagement du territoire : Jean-Paul Delevoye

### Président du Sénat
- 1998-2002 (reste président jusqu'en 2008) : Christian Poncelet

### Présidents de l'Assemblée nationale
- 1976-1978 : Edgar Faure
- 1978-1981 / 1986-1988 : Jacques Chaban-Delmas
- 1993-1997 : Philippe Séguin
- 2002-2007 : Jean-Louis Debré

### Élections présidentielles
| Année | Candidat         | Premier tour | Premier tour | Second tour  | Second tour  | Statut |
| Année | Candidat         | %            | Rang         | %            | Rang         | Statut |
| ----- | ---------------- | ------------ | ------------ | ------------ | ------------ | ------ |
| 1981  | Jacques Chirac   | 18,00        | 3e           | Non-qualifié | Non-qualifié | Battu  |
| 1988  | Jacques Chirac   | 19,94        | 2e           | 45,98        | 2e           | Battu  |
| 1995  | Jacques Chirac   | 20,84        | 2e           | 52,64        | 1er          | Élu    |
| 1995  | Édouard Balladur | 18,58        | 3e           | Non-qualifié | Non-qualifié | Battu  |
| 2002  | Jacques Chirac   | 19,88        | 1er          | 82,21        | 1er          | Élu    |

### Résultats aux élections législatives
| Année | Premier tour | Premier tour | Rang | Sièges    | Gouvernement                                               |
| Année | Voix         | %            | Rang | Sièges    | Gouvernement                                               |
| ----- | ------------ | ------------ | ---- | --------- | ---------------------------------------------------------- |
| 1978  | 6 329 318    | 22,5         | 2e   | 150 / 491 | Barre III                                                  |
| 1981  | 5 249 670    | 20,8         | 2e   | 85 / 491  | Opposition                                                 |
| 1986  | 3 143 224    | 11,2         | 2e   | 147 / 577 | Chirac II                                                  |
| 1988  | 4 687 047    | 19,2         | 2e   | 127 / 577 | Opposition                                                 |
| 1993  | 5 032 496    | 19,8         | 1er  | 245 / 577 | Balladur (1993-1995), Juppé I (1995), Juppé II (1995-1997) |
| 1997  | 3 977 964    | 15,7         | 2e   | 139 / 577 | Opposition                                                 |

### Résultats aux élections européennes
| Année | %    | Sièges  | Rang | Tête de liste            | Groupe(s)                            |
| ----- | ---- | ------- | ---- | ------------------------ | ------------------------------------ |
| 1979  | 16,3 | 15 / 81 | 4e   | Jacques Chirac           | DEP                                  |
| 1984  | 43,0 | 20 / 81 | 1er  | Simone Veil              | RDE                                  |
| 1989  | 28,9 | 13 / 81 | 1er  | Valéry Giscard d'Estaing | RDE                                  |
| 1994  | 25,6 | 14 / 87 | 1er  | Dominique Baudis         | RDE (1994-1995) puis UPE (1995-1999) |
| 1999  | 12,8 | 12 / 87 | 3e   | Nicolas Sarkozy          | PPE-DE                               |

1. ↑  Liste commune avec l'UDF, qui obtient 21 sièges.
2. ↑  Liste commune avec l'UDF (11 sièges) et le CNIP (deux sièges).
3. ↑  Liste commune avec l'UDF, qui obtient 14 sièges.

### Résultats aux élections cantonales
| Année | Premier tour | Premier tour | Premier tour | Second tour | Second tour | Second tour | Conseillers | Présidents |
| Année | Voix         | %            | Rang         | Voix        | %           | Rang        | Conseillers | Présidents |
| ----- | ------------ | ------------ | ------------ | ----------- | ----------- | ----------- | ----------- | ---------- |
| 1979  | 1 322 181    | 12,34        | 4e           | 810 083     | 11,16       | 5e          | 198 / 1847  | / 101      |
| 1982  | 2 262 245    | 17,98        | 3e           | 1 725 976   | 22,62       | 2e          | 336 / 2014  | 18 / 101   |
| 1985  | 1 904 805    | 16,58        | 3e           | 1 650 834   | 21,15       | 2e          | 400 / 2044  | / 100      |
| 1988  | 1 446 737    | 15,92        | 3e           | 1 111 482   | 18,61       | 3e          | 393 / 2043  | / 100      |
| 1992  | 1 811 180    | 14,59        | 3e           | 1 700 579   | 19,96       | 2e          | 467 / 1945  | 32 / 100   |
| 1994  | 1 710 693    | 15,69        | 2e           | 1 605 038   | 20,06       | 2e          | 356 / 2059  | 29 / 100   |
| 1998  | 1 539 554    | 13,57        | 3e           | 1 392 930   | 16,38       | 2e          | 309 / 2038  | 25 / 100   |
| 2001  | 1 520 072    | 12,45        | 2e           | 1 254 619   | 16,64       | 2e          | 338 / 1997  | 26 / 100   |

## Intégrité publique
Le RPR a été impliqué dans plusieurs affaires de financement illégal, touchant son administration ou des élus locaux, notamment :
- l’affaire de la Sempap ;
- l’affaire des emplois fictifs de la mairie de Paris ;
- l’affaire des faux chargés de mission ;
- l’affaire des HLM de Paris ;
- l’affaire des HLM des Hauts-de-Seine ;
- l’affaire des marchés publics d'Île-de-France ;
- l’affaire Guy Drut ;
- l’affaire Maillard et Duclos.

#### Sources primaires
- « Document de synthèse de la convention des états géneraux de l'opposition sur l'immigration, Villepinte le 31 mars 1990. », sur Vie publique.fr (consulté le 9 novembre 2021).
- Rassemblement pour la République, La France en mouvement : rassembler pour changer – propositions adoptées par le congrès du RPR, 27 octobre 1991, Paris, 1991.
- « Programme électoral de M. Jacques Chirac, ancien président du RPR et candidat à l'élection présidentielle de 1995, intitulé "La France pour tous", mars 1995. », sur Vie publique.fr (consulté le 9 novembre 2021).
- Marie-France Garaud et Philippe Séguin (dir.), De l’Europe en général et de la France en particulier, Paris, Le Pré aux Clercs, 1992, p. 248.
- Marie-France Garaud, 1992 : De l’Europe en général et de la France en particulier, avec Philippe Séguin, dessins de Jacques Faizant, Le Pré aux clercs, coll. « Pamphlet »  (ISBN 2-7144-2899-1)
- Marie-France Garaud, 1992 : Maastricht, pourquoi non, Plon  (ISBN 2-259-02561-7)
- Marie-France Garaud, 2006 : La Fête des fous : qui a tué la Ve République ?, Plon  (ISBN 2-259-20259-4)
- Philippe Séguin, Itinéraire dans la France d’en bas, d’en haut et d’ailleurs, Paris, Seuil, 2003.
- Philippe Séguin, Discours pour la France, Paris, Grasset, 1992.
- Jacques Chirac, Discours pour la France à l'heure du choix, éditions Stock, 1978  (ISBN 2-234-00859-X).
- Jacques Chirac, La France pour tous, NiL Éditions, 1995  (ISBN 978-2-84111-024-7).
- Jacques Chirac, Mon combat pour la France, tome I, éditions Odile Jacob, 2006  (ISBN 978-2-7381-1984-1).
- Jacques Chirac, Mon combat pour la paix, tome II, Odile Jacob, 2007  (ISBN 978-2-7381-1985-8).
- Jacques Chirac, Tome I, Chaque pas doit être un but, NiL Éditions, 2009  (ISBN 978-2-84111-393-4).
- Jacques Chirac, Tome II, Le Temps présidentiel, NiL Éditions, 2011  (ISBN 978-2-84111-519-8).
- Charles Pasqua, Ce que je sais… t. 1 : les atrides (1974-1988), Paris, Éd. du Seuil, 2007, 300 p.  (ISBN 978-2-02-096191-2).
- Charles Pasqua, Ce que je sais… t. 2, un magnifique désastre (1988-1995), Paris, Éd. du Seuil, 2008, 304 p.  (ISBN 978-2-02-096752-5).

#### Littérature secondaire
- Jérôme Pozzi, Les Mouvements gaullistes. Partis, associations et réseaux, Rennes, Presses universitaires de Rennes, 2011.
- Jean-François Sirinelli, Histoire des droites en France (direction), nouvelle édition, Éditions Gallimard, coll. « Tel »  (ISSN 0339-8560) no 342-344, Paris, 2006 (1re éd. 1993), 3 vol. : t. 1 Politique  (ISBN 2070781860) ; t. 2 Cultures  (ISBN 2070781879) ; t. 3 Sensibilités  (ISBN 2070781887)
- Jean-François Sirinelli, Les Années Giscard. Institutions et pratiques politiques (1974-1978), actes de la journée d’études organisée par le Centre d’histoire de l’Europe du vingtième siècle et l’Institut pour la démocratie en Europe le 29 janvier 2002 avec la participation de Valéry Giscard d’Estaing (direction avec Serge Berstein et René Rémond), Librairie Arthème Fayard, collection « Nouvelles Études contemporaines »  (ISSN 1637-1585), Paris, 2003, 279 p.  (ISBN 2-213-61737-6)
- Jean-François Sirinelli, Les Années Giscard. Valéry Giscard d’Estaing et l’Europe (1974-1981), actes de la journée d’études du 26 janvier 2004 organisée par le Centre d’histoire de Sciences Po et l’Institut pour la démocratie en Europe avec la participation de Valéry Giscard d’Estaing (direction avec Serge Berstein), Armand Colin, Paris, 2005, 272 p.
- Jean-François Sirinelli, Les Années Giscard. Les réformes de la société (1974-1981), actes de la journée d’études des 16 et 17 janvier 2006 au palais du Luxembourg organisée par le Centre d’histoire de Sciences Po et l’Institut pour la démocratie en Europe avec la participation de Valéry Giscard d’Estaing (direction avec Serge Berstein), Armand Colin, Paris, 2007, 296 p.  (ISBN 978-2-200-35036-9)
- Jean-François Sirinelli, Les Années Giscard. La politique économique (1974-1981) (direction avec Serge Berstein et Jean-Claude Casanova), Paris, Armand Colin, 2009, 192 p.
- Gilles Richard, Histoire des droites en France : de 1815 à nos jours, Paris, Perrin, 2017, 634 p. (ISBN 978-2-262-03468-9, présentation en ligne).
- Dupoirier Élisabeth. Une ou deux droites à Paris ? Les élections municipales de 1977 et la restructuration du bloc conservateur. In: Revue française de science politique, 27e année, no 6, 1977. p. 848-883.
- Haegel Florence. Faire l'Union : la refondation des partis de droite après les élections de 2002. In: Revue française de science politique, 52e année, no 5-6, 2002. p. 561-576.
- Michel Offerlé, Passeron, André, Charlot, Jean et Jean-Marie Colombani, Le R.P.R., Paris, Presses universitaires de France, 1984.
- Baudouin Jean. Le « moment néo-libéral » du RPR : essai d'interprétation. In: Revue française de science politique, 40e année, no 6, 1990. p. 830-844.
- Jérôme Pozzi, « Le RPR face au traité de Maastricht : divisions, recompositions et réminiscences autour de la dialectique souverainiste », Histoire@Politique, 2014, vol. 24, no 3, p. 131.
- Jérôme Pozzi, « La famille gaulliste et les élections européennes de juin 1979 », dans Jean-Michel Guieu et Christophe Le Dréau (dir.), Les Cahiers Irice, no 4, 2009, p. 101-112.
- Serge Berstein, Histoire du gaullisme, Paris, Perrin, 2001, 568 p. (ISBN 2-262-01155-9, présentation en ligne).
- Ivaldi Gilles. La liste Pasqua-Villiers. In: Revue française de science politique, 49e année, no 4-5, 1999. p. 643-652.
- Lachaise Bernard. Le RPR et le gaullisme. Les infortunes d'une fidélité. In: Vingtième Siècle, revue d'histoire, no 44, octobre-décembre 1994. La culture politique en France depuis De Gaulle. p. 25-30.
- Lachaise B. (dir.), Nouveaux regards sur le gaullisme et les gaullistes, Paris, Presses de Sciences Po, 2012, 221 p.
- Jérôme Pozzi, Les mouvements gaullistes : partis, associations et réseaux, 1958-1976, Rennes, Presses universitaires de Rennes, coll. « Histoire », 2011, 390 p. (ISBN 978-2-7535-1469-0, présentation en ligne), [présentation en ligne], [présentation en ligne], [présentation en ligne].
- Serge Berstein, René Rémond et Jean-François Sirinelli (dir.), Les années Giscard. Valéry Giscard d’Estaing et l’Europe, 1974-1981, Paris, Armand Colin, 2006.
- Philip Françoise. L’engagement des jeunes militants RPR. In: Agora débats/jeunesses, 30, 2002. Jeunes, engagement et démocratie. p. 60-71.
- Ysmal Colette. La crise électorale de l'UDF et du RPR. In: Revue française de science politique, 40e année, no 6, 1990. p. 810-829.
- Baudouin Jean. Le « moment néo-libéral » du RPR : essai d'interprétation. In: Revue française de science politique, 40e année, no 6, 1990. p. 830-844.

### Sources vidéo
Sources sur le RPR sur le site de l'INA : « Résultats de recherche », sur ina.fr (consulté le 9 novembre 2021).